# 巽会
巽会（たつみかい）は自由民主党の派閥。旧名は一陽会。通称は、村上派→水田派。

## 概要
大野伴睦の派閥である睦政会が大野の死後の1965年8月に船田中による派閥である一新会（船田派）と村上勇による派閥である一陽会（村上派）に分裂した。分裂後の村上派と船田派は佐藤政権下では小派閥の悲哀をかこち、しばしば再統一の話し合いが持たれたが実現しなかった。1971年になって村上派は船田派に属し自民党政調会長や大蔵大臣などを歴任していた水田三喜男を将来の総理総裁候補としようとし、船田派に属していた水田も派閥の論理を超えて何回も重要ポストに就いたために船田派での居心地が悪かったことで、両者の思惑が一致して、1971年12月27日に水田を会長とする巽会が結成された。母体は村上派であるが、船田派から水田、中川一郎、中山正暉、青木正久が藤山派（愛正会）から江﨑真澄、永田亮一が合流する形となった。集まったのは衆議院議員17名、参議院議員3名であり、中間派として存在感を示した。
田中政権になってから日中国交回復を巡って江崎、田村元と中川が対立し、これを調整できなかった水田に不満を抱いた江崎と田村と中川が脱退した。水田が派閥領袖として集めた金を所属議員に配ることにあまり熱心ではなかったことから、派閥を脱退する議員も現れた。1976年の三木おろしでは水田派として反三木派の挙党協に参加した。
1976年末に領袖の水田が死去してからは村上を中心とした組織運営となるが、派閥と呼ばれるほどではなく、その後は他派閥に分散、吸収された。

## 所属していた国会議員一覧

### 一陽会系
- 村上勇
- 稲村左近四郎
- 大野明
- 神田博
- 佐藤文生
- 田村元
- 徳安実蔵
- 原田憲
- 福田篤泰
- 三原朝雄

### 一新会系
- 水田三喜男
- 中川一郎
- 中山正暉
- 青木正久

### 愛正会系
- 江﨑真澄
- 田村良平
- 永田亮一

### その他
- 鹿島俊雄